# Kaisersaal

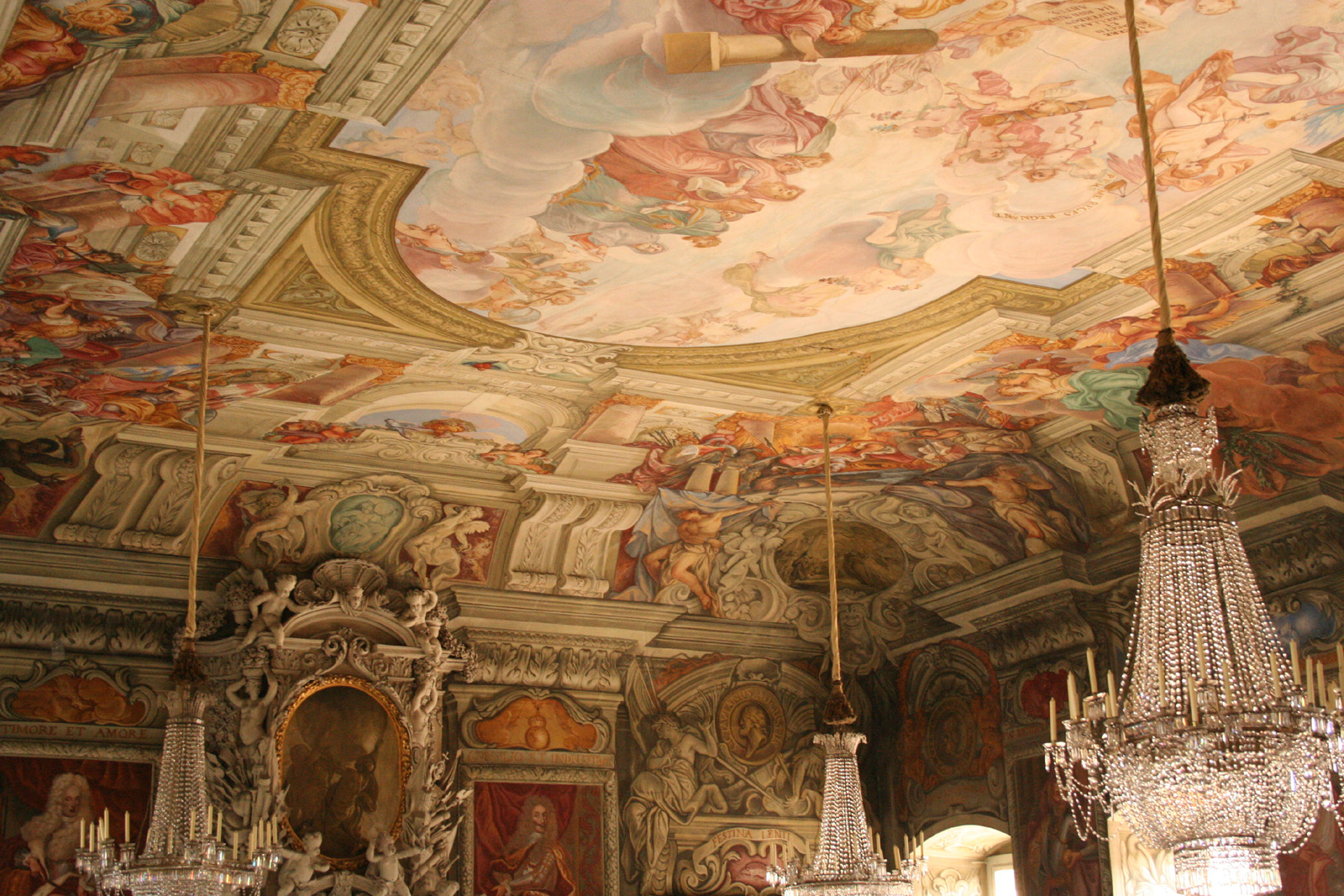
Kaisersaal der Neuen Residenz Bamberg

Der Kaisersaal war ein zentrales Gestaltungselement der Architektur der Hauptsitze der im Reichstag vertretenen Reichsstände (Fürsten, Geistlichkeit und Freie Reichsstädte) des Heiligen Römischen Reiches. Als größter und am aufwendigsten geschmückter Raum des Baues war er dazu bestimmt, einerseits den Kaiser bei einem möglichen Besuch eine angemessene Stätte der Repräsentation sowie zur Beratung mit dem Gastgeber oder den versammelten Fürsten des Reiches, Gesandtschaften oder Gästen zu bieten, andererseits der Schauplatz großer Staatsaktionen, wie einer Huldigung des Fürsten durch die Landstände oder der Feier einer Fürstenhochzeit zu sein. Zweck des Saales war, der architektonische Höhepunkt der Residenz zu sein, Reichtum und Macht des Besitzers zu repräsentieren und oft auch dessen Herrschaft allegorisch in einem aufwendigen Bildprogramm zu feiern.

## Historischer Kontext
Die Gestaltung von Räumlichkeiten für einen König oder Kaiser geht auf die „Gastungspflicht“ der Reichsfürsten, Reichsabteien und freien Reichsstädte zurück, die in der Zeit des Reisekönigtums verpflichtet waren, den „umherziehenden“ römisch-deutschen König oder Kaiser und seinen mitreisenden Hof auf Wunsch für einige Zeit zu beherbergen. Schon im Frühmittelalter hatten die merowingischen und karolingischen Könige des Fränkischen Reichs oft in Klöstern gastiert.
Im Früh- und Hochmittelalter reisten die Könige zwischen ihren Königspfalzen umher und bezogen unterwegs oft Quartier in ihren eigenen Durchreisestationen, den Königshöfen, aber auch in Klöstern oder eben bei den weltlichen und geistlichen Reichsfürsten. Das Reisekönigtum hatte verschiedene Ursachen, vor allem die schon seit der Merowingerzeit gepflegte Herrschaftsausübung über persönliche Beziehungen (Personenverbandsstaat). Das Fränkische Reich und später das riesige Heilige Römische Reich konnten nur durch zumindest gelegentliche Anwesenheit des Reichsoberhaupts vor Ort zusammengehalten und regiert werden. Im Frühmittelalter spielten neben mangelhafter Verkehrsinfrastruktur auch Versorgungsengpässe eine Rolle dafür, dass kein zentraler Hof entstand.

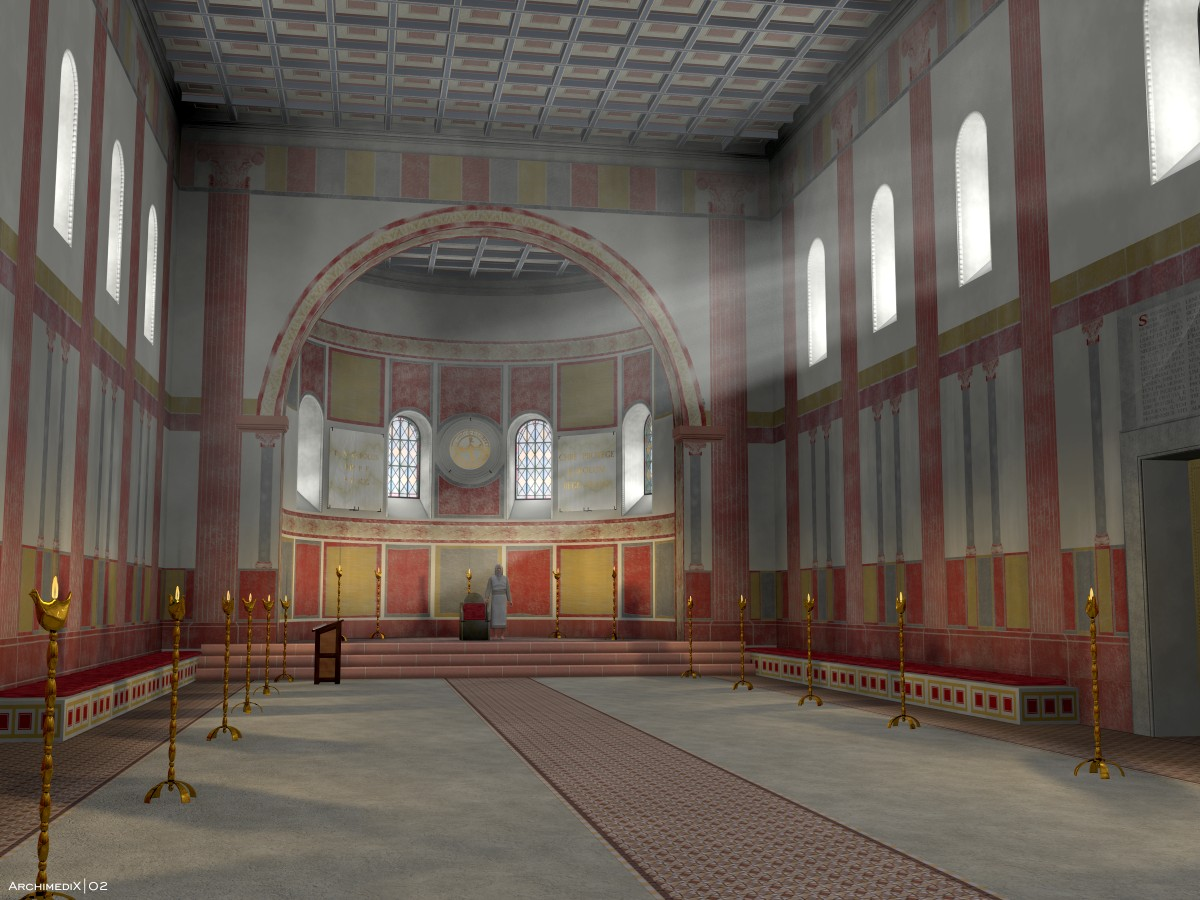
Digitale Rekonstruktion der Aula regia der Pfalz Ingelheim von Karl dem Großen (um 790)

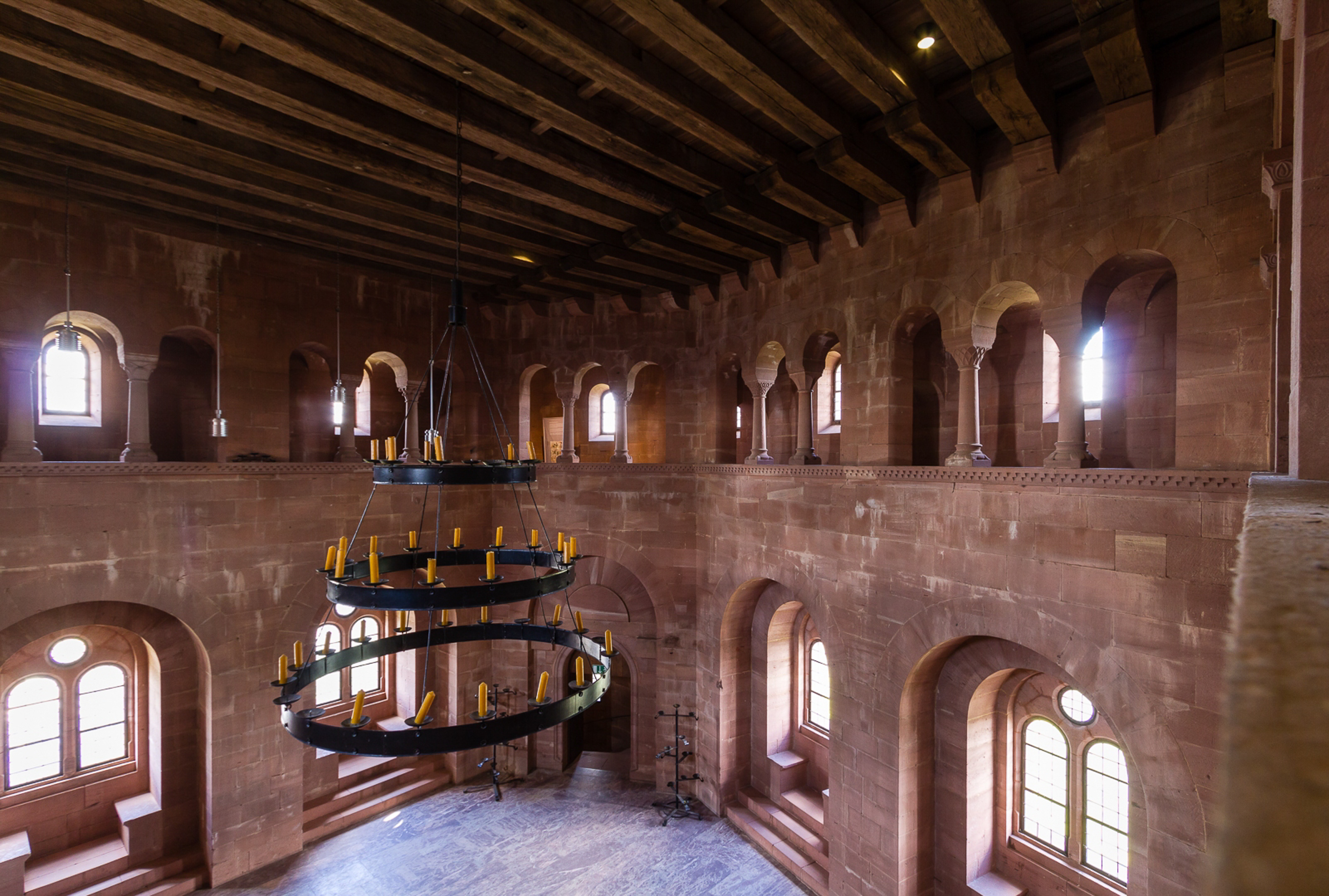
Rittersaal der Reichsburg Trifels (um 1230)

Die Könige und Kaiser nahmen in ihren Königspfalzen Amtshandlungen vor, führten Gerichts- oder Vergleichsverhandlungen zwischen bedeutenden Reichsständen, stellten Urkunden aus, hielten ihre Hoftage ab, empfingen fremde Gesandtschaften oder Herrscher und feierten mit zahlreichen Gästen hohe kirchliche Feste wie Weihnachten und Ostern. Daher gehörte ein großer, repräsentativer Versammlungs- und Festsaal wohl von Anfang an zur Ausstattung von Königspfalzen, in der Zeit Karls des Großen in Form einer prachtvollen Aula regia nach antikem Vorbild.
Während die weltlichen und geistlichen Reichsfürsten solche Säle für ihre eigene Herrschaftsausübung auch selbst benötigten, ebenso wie die Rathäuser ihre Ratssäle, setzten die Reichsabteien, deren Äbte als Reichsprälaten auf den Reichstagen erscheinen durften, ihren Ehrgeiz daran, den reisenden Königen ebenfalls einen solchen Saal bereitzuhalten, obwohl dieser – anders als Refektorium und Dormitorium – nicht zur notwendigen Ausstattung eines Klosters gehörte. Aus diesem Grund sind besonders prachtvolle „Kaisersäle“ oft in bedeutenden Klöstern zu finden, die es sich zur Ehre anrechneten, dem Reichsoberhaupt als Durchreisestationen dienen zu können. Auch Bischofsresidenzen verfügten stets über einen großen Saal, der bisweilen „Kaisersaal“ genannt wurde, wie etwa in Würzburg oder Bamberg. Eines der wenigen erhaltenen Beispiele aus dem Hochmittelalter befindet sich im trutzigen Westwerk der Servatiusbasilika in Maastricht, das einst zum Hochstift Lüttich gehörte; der dortige Kaisersaal wurde ab etwa 1140 im romanischen Stil erbaut (siehe Bild unten). Im Prinzip konnten alle Festsäle weltlicher und geistlicher Reichsfürsten, ebenso wie Ratssäle, die Funktion eines Kaisersaals erfüllen, wenn tatsächlich einmal ein Kaiser zu Besuch kam. Eine ausdrückliche zeitgenössische Benennung als „Kaisersaal“ stellt hingegen einen eigenständigen Akt demonstrativer Kaisertreue dar. Doch erfolgen diese Benennungen teilweise auch erst nachträglich.
In Frankreich und England begannen ab dem 13. Jahrhundert stationäre königliche Residenzen sich zu Hauptstädten zu entwickeln, die rasch wuchsen und entsprechende Infrastruktur entwickelten: das Palais de la Cité und der Palace of Westminster wurden zur jeweiligen Hauptresidenz. Im Heiligen Römischen Reich war dies nicht möglich, weil keine echte Erbmonarchie entstand, sondern die Tradition der Wahlmonarchie sich durchsetzte und daher Könige aus ganz unterschiedlichen Regionen gewählt wurden (siehe: Wahlen der römisch-deutschen Könige und Kaiser). Folglich reisten die Könige und Kaiser noch bis weit in die Neuzeit im Reich umher. Anstelle der kaum befestigten Pfalzen entstanden im Spätmittelalter die stark befestigten Reichsburgen. Auch diese verfügten über entsprechende Säle, wie den Rittersaal der Reichsburg Trifels.
Nach dem vorübergehenden Verfall der Königsmacht im Interregnum wurden ab 1273 mehrmals und ab 1438 in fast durchgehender Folge Habsburger zu deutschen Königen und Kaisern gewählt. Neben ihren eigenen Residenzen in ihren Erblanden hielten sie sich an verschiedenen Orten im Reich auf, besuchten Reichsburgen wie die Nürnberger Burg und hielten sich gern in den meist königstreuen freien Reichsstädten auf, welche die alten Reichsabteien längst an Wohlstand überflügelt hatten. Den Reichsstädten war in der Regel an einem guten Verhältnis zum Kaiser gelegen, weil er sie zwar nicht mit Steuern belasten, sie aber als Reichspfandschaft verpfänden konnte, wodurch ihre Unabhängigkeit und damit ihre wirtschaftliche Freiheit gefährdet war. Um das zu verhindern, gewährten die Patrizier der Reichsstädte, meist wohlhabende Fernhändler, den Kaisern oft private Darlehen – im Extremfall des Jakob Fugger bis hin zur völligen Überschuldung des Kaisers Maximilian I., dessen zahlreiche Kriege er finanziert hatte. Oft logierten daher die Kaiser auch in den Reichsstädten.

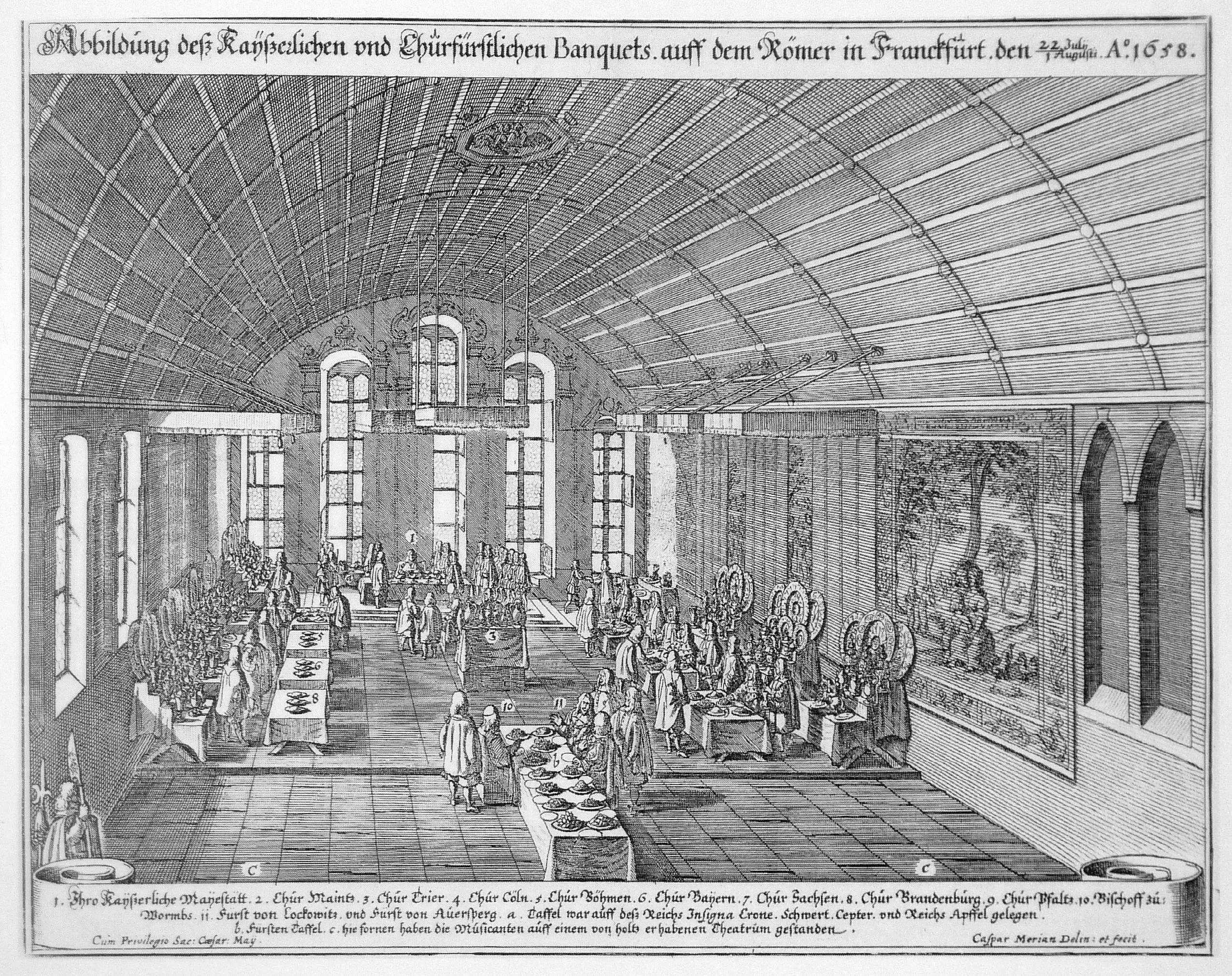
Der Kaisersaal im Frankfurter Römer beim Kaiserwahl-Bankett für Leopold I. 1658

Deren Rathäuser verfügten stets über einen Ratssaal, wie etwa die „Friedenssäle“ in den gotischen Rathäusern von Münster und Osnabrück, in denen der Westfälische Friede ausgehandelt wurde. Das Alte Rathaus von Regensburg verfügt über ein benachbartes spätgotisches Gebäude mit einem Tanzsaal, in dem auch oft Reichsversammlungen stattfanden; ab 1663 erhielt der Immerwährende Reichstag dort seinen ständigen Sitz. Der Kaisersaal im Frankfurter Römer erhielt diesen Namen, weil hier seit 1612 die Krönungsbankette nach den Kaiserwahlen stattfanden. Der überaus prachtvolle Goldene Saal des Augsburger Rathauses wurde von 1615 bis 1620 nach Entwürfen von Elias Holl als Kaisersaal sowie repräsentativer Rahmen für die Reichstage erbaut. Bei der Bewerbung um den Immerwährenden Reichstag unterlag Augsburg jedoch Regensburg, vielleicht weil letzteres den Habsburgern katholischer erschien.
König Ferdinand I. verlegte in der Mitte des 16. Jahrhunderts seine Hauptresidenz in die Wiener Hofburg, wo seither die meisten Kaiser residierten. Auch Wien wurde jedoch niemals offizielle Hauptstadt des Reiches (und nicht einmal aller habsburgischen Erblande). Die Könige und Kaiser reisten auch weiterhin zu den Königswahlen, den Krönungen der römisch-deutschen Könige und Kaiser, zu den Reichstagen in wechselnden Städten (von 1663 bis 1806 in Regensburg), beteiligten sich auch immer wieder an Feldzügen zur Wahrung der Reichseinheit und besuchten unterwegs die weltlichen und öfter noch die geistlichen Reichsfürsten sowie die Reichsstädte. Die zahlreichen Kaisersäle oder Kaiserappartements an barocken deutschen Höfen zeugen noch von dem Stolz, mit dem die Reichsfürsten und Reichsprälaten ihrer alten „Gastungspflicht“ nachkamen oder sich jedenfalls für diese prachtvoll bereithielten. So übernachte beispielsweise Kaiser Karl VI. in den Kaiserzimmern des Alten Schlosses Oettingen während seiner Reise zur Kaiserkrönung in Frankfurt am Main.
Während die Habsburger in den Residenzen ihrer Erblande mit dem Bildprogramm der großen Festsäle ihren dynastischen Anspruch unterstrichen, stand in den Kaisersälen der Territorialfürsten des Reiches die Reichsidee im Vordergrund.
Der Kaisersaal in Erfurt diente als Ballhaus und Theater der Universität und erhielt seinen Namen, weil hier 1808 der Erfurter Fürstenkongress von Kaiser Napoleon I. und Zar Alexander I. stattfanden. Auch das erst 1886 neu erbaute Hamburger Rathaus verfügt über einen Kaisersaal.

## Bauliche und künstlerische Gestaltung

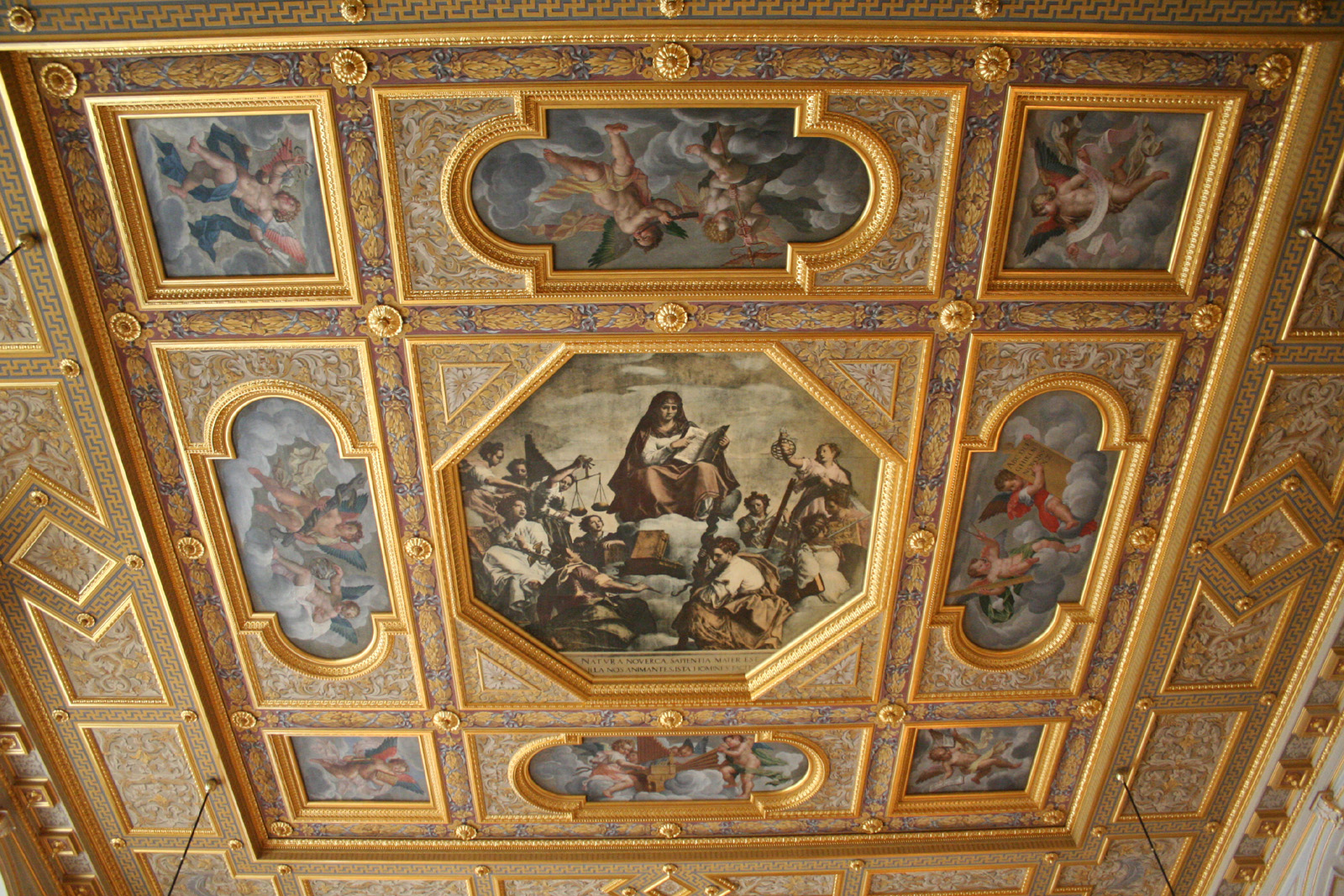
Decke des Kaisersaals in der Münchener Residenz: Allegorie der Weisheit

Der Kaisersaal war die größte Räumlichkeit einer Residenz und übertraf die übrigen Räume in der Grundfläche um ein Vielfaches und bisweilen auch deutlich in der Höhe. Eine Kaisertreppe gewährte in vielen Fällen einen repräsentativen Zugang. Kam es im Mittelalter vor allem auf die Größe des Raumes zu seiner Zweckerfüllung als Versammlungsort für Hoftage an, so gewann in der Renaissance- und Barockzeit eine möglichst prunkvolle Ausstattung an Bedeutung, zumal sie nicht nur eine Ehrenbezeugung für den Kaiser war, sondern auch Rang und Reichtum des Gastgebers repräsentierte.
Größe und Prunk waren aber nicht genug: Ein ausgeklügeltes künstlerisches Gestaltungsprogramm, vor allem ein allegorisches Bildprogramm, sollte den Saal in seiner Rolle als temporären Regierungssitz des Kaisers kennzeichnen, monarchische Herrschaft, speziell des Kaisers sowie des lokalen Fürsten, legitimieren, die versammelten Fürsten und den Kaiser jedoch zugleich an ihre Pflichten erinnern. Typisch sind groß dimensionierte allegorische Darstellungen der Tugenden, z. B. im Kaisersaal der Münchner Residenz, mit der Allegorie der Weisheit im Zentrum. Die von dem niederländischen Wirker Hans van der Biest geschaffenen Wandteppiche zeigen heldenhafte Figuren der Antike und des Alten Testaments, die dem Herrscher ein Vorbild sein sollen. Kurfürst Maximilian I. ließ den Saal Anfang des 17. Jahrhunderts erbauen, seine Schwester Maria Anna war die Gemahlin des Kaisers Ferdinand II., dessen engster Verbündeter Maximilian im Dreißigjährigen Krieg wurde.

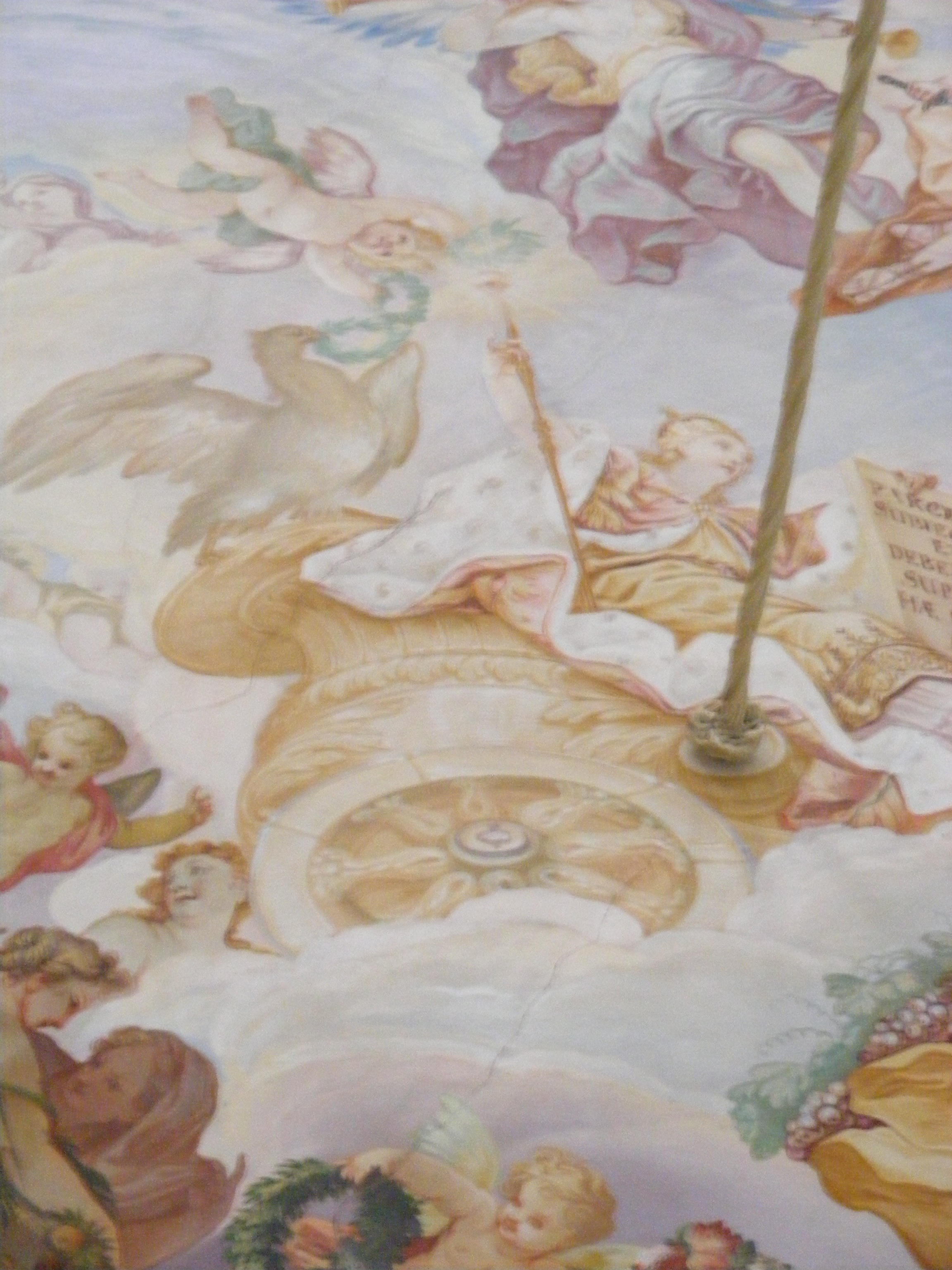
Decke des Kaisersaals in der Bamberger Residenz: Triumph der Weisheit

Das Bildprogramm des Kaisersaals der Neuen Residenz Bamberg geht so weit, die Weisheit bzw. gerechte Herrschaft als eigentlichen Souverän des Reiches und den Kaiser als deren Gefolgsmann zu zeigen. Das ab 1707 von Melchior Steidl geschaffene Deckengemälde mit der Allegorie des Guten Regiments zeigt den „Triumph der Weisheit“: Ein Putto hält ein Spruchband mit dem Satz: Per me Reges regnant (durch mich regieren die Könige). Darunter zeigt die Gemäldereihe an den Wandpfeilern die Kaiser des Heiligen Römischen Reiches, vom Bistumsgründer, dem Ottonen Heinrich II., bis hin zum regierenden Habsburger Joseph I. Der Bauherr und Auftraggeber, der sich diese strenge Ermahnung herausnahm, war der mächtige Kurfürst, Erzbischof und Reichserzkanzler Lothar Franz von Schönborn, der den jungen Kaiser und seinen Bruder, den späteren Kaiser Karl VI., unter seine Fittiche genommen hatte.

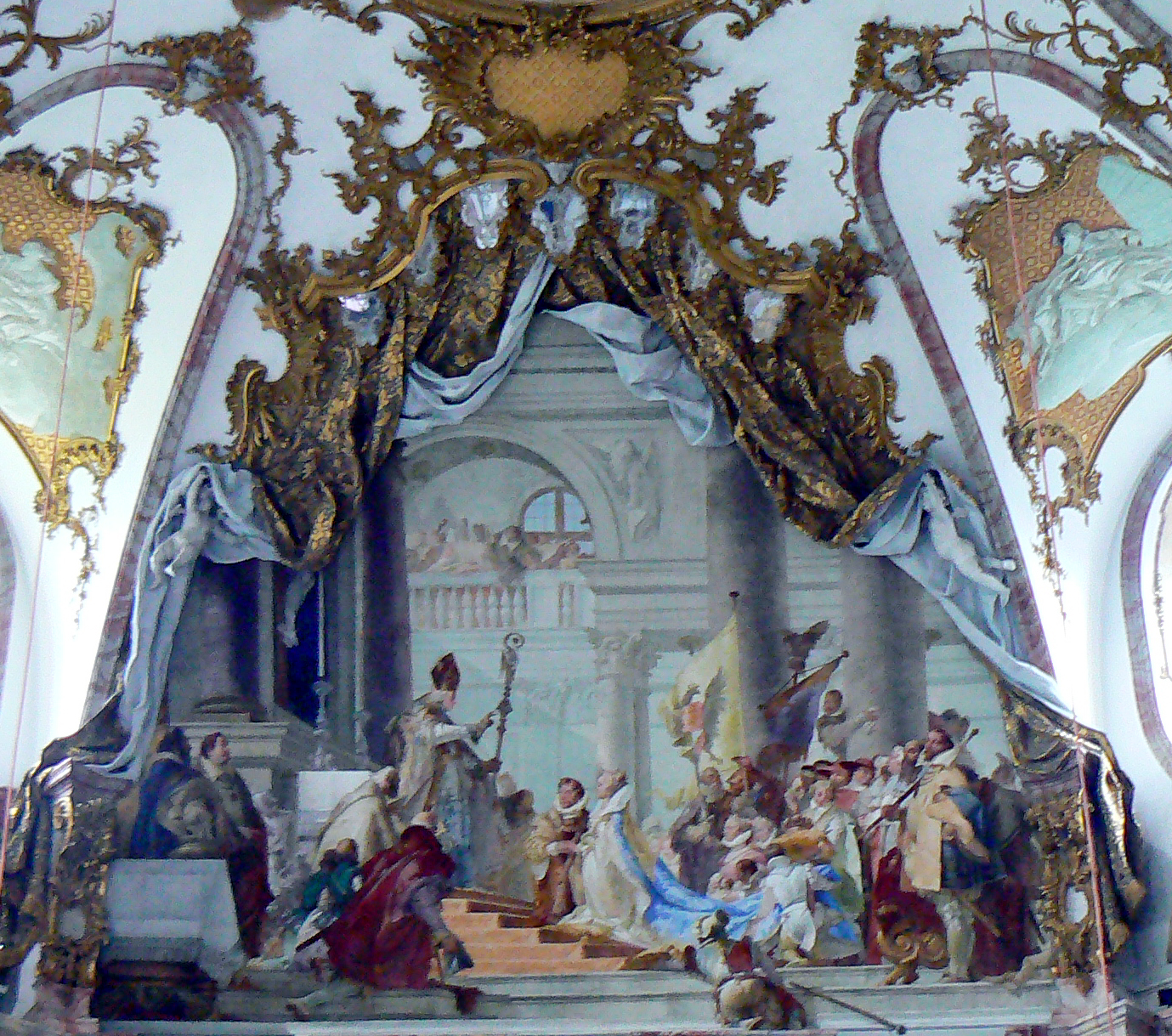
Kaisersaal der Residenz Würzburg: Kaiser Barbarossa kniet vor dem Würzburger Bischof, der ihn mit Beatrix traut.

Die Fresken Giovanni Domenico Tiepolos, die den Kaisersaal der Würzburger Residenz schmücken, sind 1737, also eine Generation später entstanden und zeigen nicht Allegorien, sondern Historisches. Der Auftraggeber, Fürstbischof Johann Philipp von Greiffenclau, ist aber keine Spur weniger selbstbewusst als Schönborn: Auf dem zentralen Wandgemälde an der Basis der Kuppel steht der mittelalterliche Würzburger Bischof Gebhard von Henneberg – versehen mit den Gesichtszügen Greiffenclaus (und auf der Mitra mit dessen Wappengreif) – auf der obersten Stufe der Treppe vor dem Hochaltar, vor ihm knien auf einer unteren Stufe Kaiser Friedrich Barbarossa und Beatrix von Burgund und reichen einander die Hände, während der Bischof ihnen das Ehesakrament erteilt. Die Botschaft ist: Der Würzburger Bischof macht das Fortbestehen des Kaiserhauses und des Reiches möglich. Das Fresko auf der gegenüberliegenden Seite zeigt im Gegenzug die „Belehnung des Würzburger Bischofs Herold mit dem Herzogtum Franken durch Kaiser Friedrich Barbarossa auf dem Reichstag zu Würzburg 1168“. Nunmehr ist es der Kaiser, der den Bischof vor sich knien hat. Auch Herold hat die Gesichtszüge Greiffenclaus und erhält bei seiner Erhebung zum Herzog von Franken die Urkunde Güldene Freiheit, durch welche die Herrschaft der Fürstbischöfe als Regenten des Hochstifts Würzburg ihren Anfang nimmt. Die wechselseitige Abhängigkeit und Verpflichtung der Fürstbischöfe und der Kaiser ist hier versinnbildlicht.

## Beispiele

### Kurfürsten und Fürsten
- Kaisersaal im Westwerk der Servatiusbasilika in Maastricht im einstigen Hochstift Lüttich (ab etwa 1140 erbaut)
- Kaisersaal in der Bamberger Residenz
- Kaisersaal der Würzburger Residenz
- Kaisersaal in der Münchner Residenz
- Kaisersaal mit Kaiserzimmern im einstmaligen Alten Schloss Oettingen
- Kaisersaal im Schloss Blankenburg
- Kaisersaal der Salzburger Residenz
- Kaisersaal von Schloss Schwarzburg
- Alabastersaal im Berliner Schloss

### Klöster
- Kaisersaal in Kloster Banz bei Bad Staffelstein
- Kaisersaal im Kloster Corvey
- Kaisersaal im Kloster Kaisheim
- Kaisersaal im Kloster St. Mang
- Kaisersaal im Kloster Ottobeuren
- Kaisersaal in der Reichsabtei Salem
- Kaisersaal im Kloster Wettenhausen
- Kaisersaal im Stift Kremsmünster

### Städte
- Kaisersaal des Frankfurter Römers (hier fanden seit 1612 die Krönungsbankette nach der Kaiserwahl statt).
- Goldener Saal im Augsburger Rathaus
- Reichssaal im Alten Rathaus Regensburg (von 1663 bis 1806 Sitzungssaal des Immerwährenden Reichstages)
- Kaisersaal im Kaufhaus von Freiburg i. Br.

#### Bilder

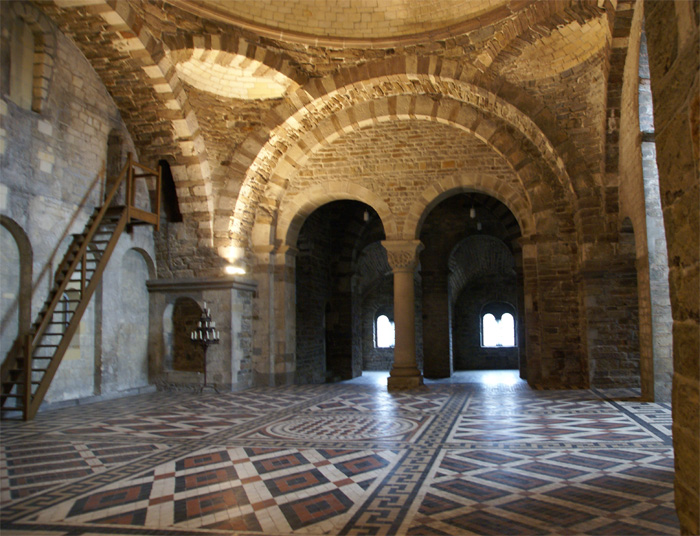
Kaisersaal im Westwerk der Servatiusbasilika in Maastricht (ab etwa 1140 erbaut)
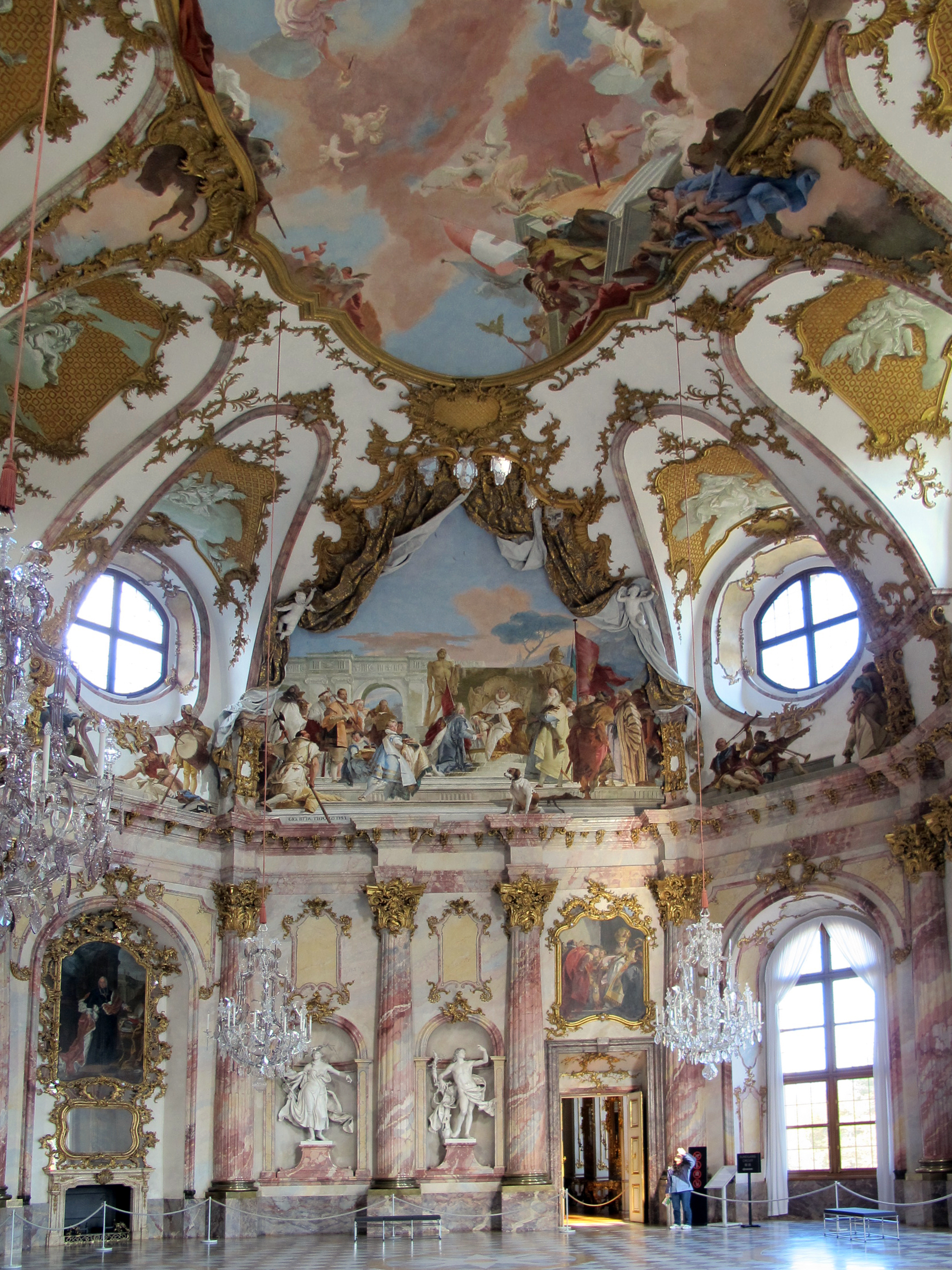
Kaisersaal in der Würzburger Residenz (1737–1752)
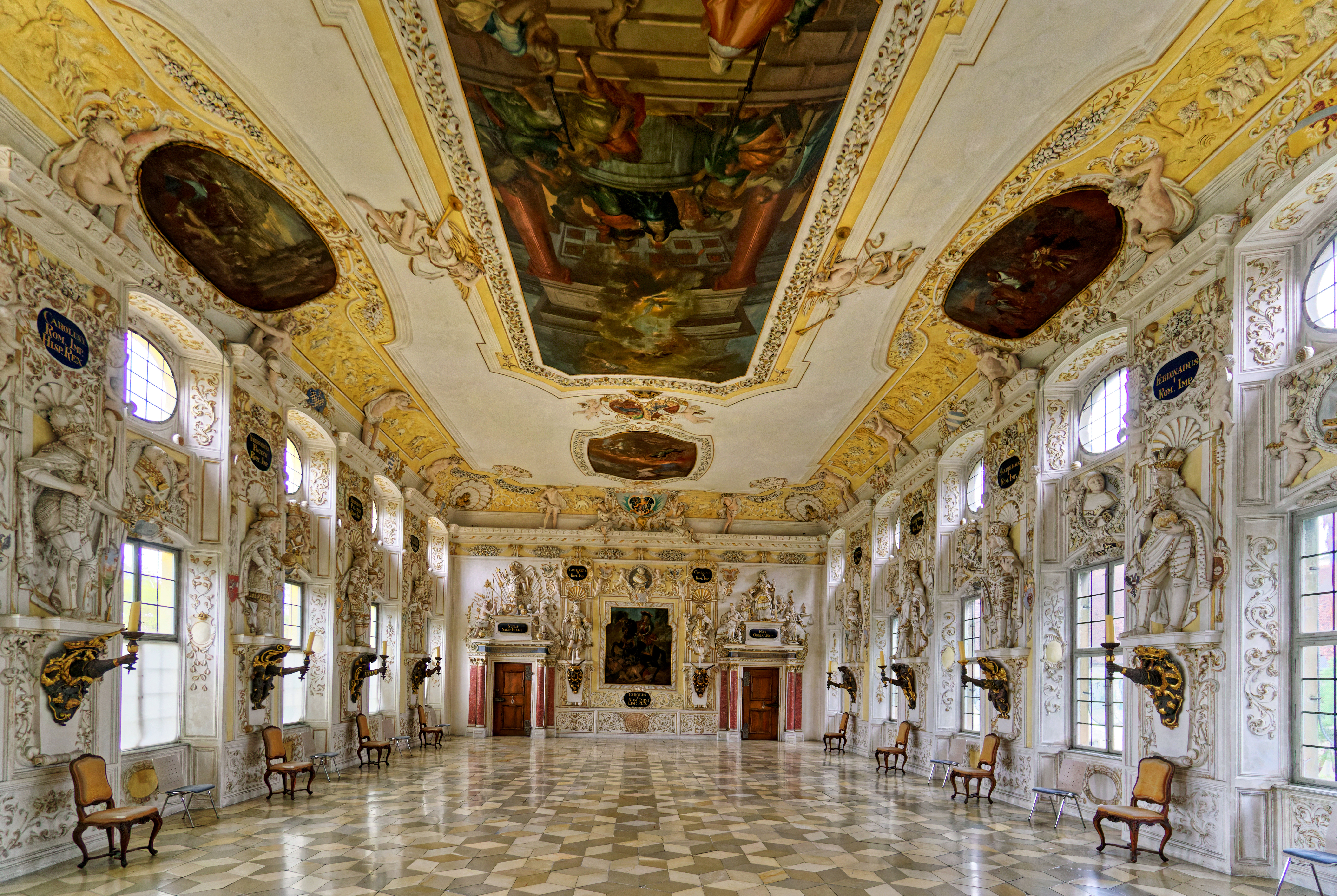
Kaisersaal der Reichsabtei Salem mit 16 überlebensgroßen Kaiserfiguren
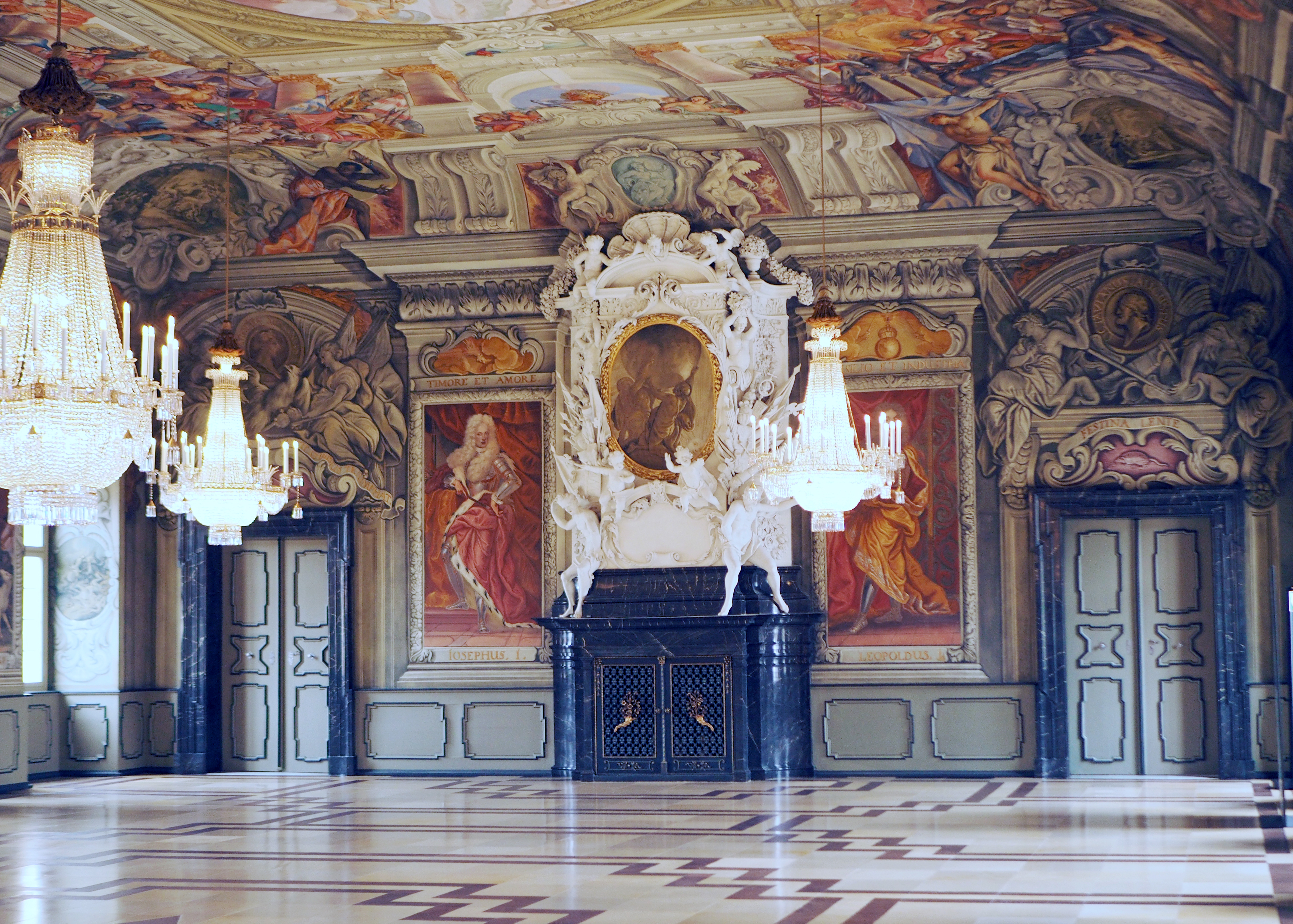
Kaisersaal in der Bamberger Residenz
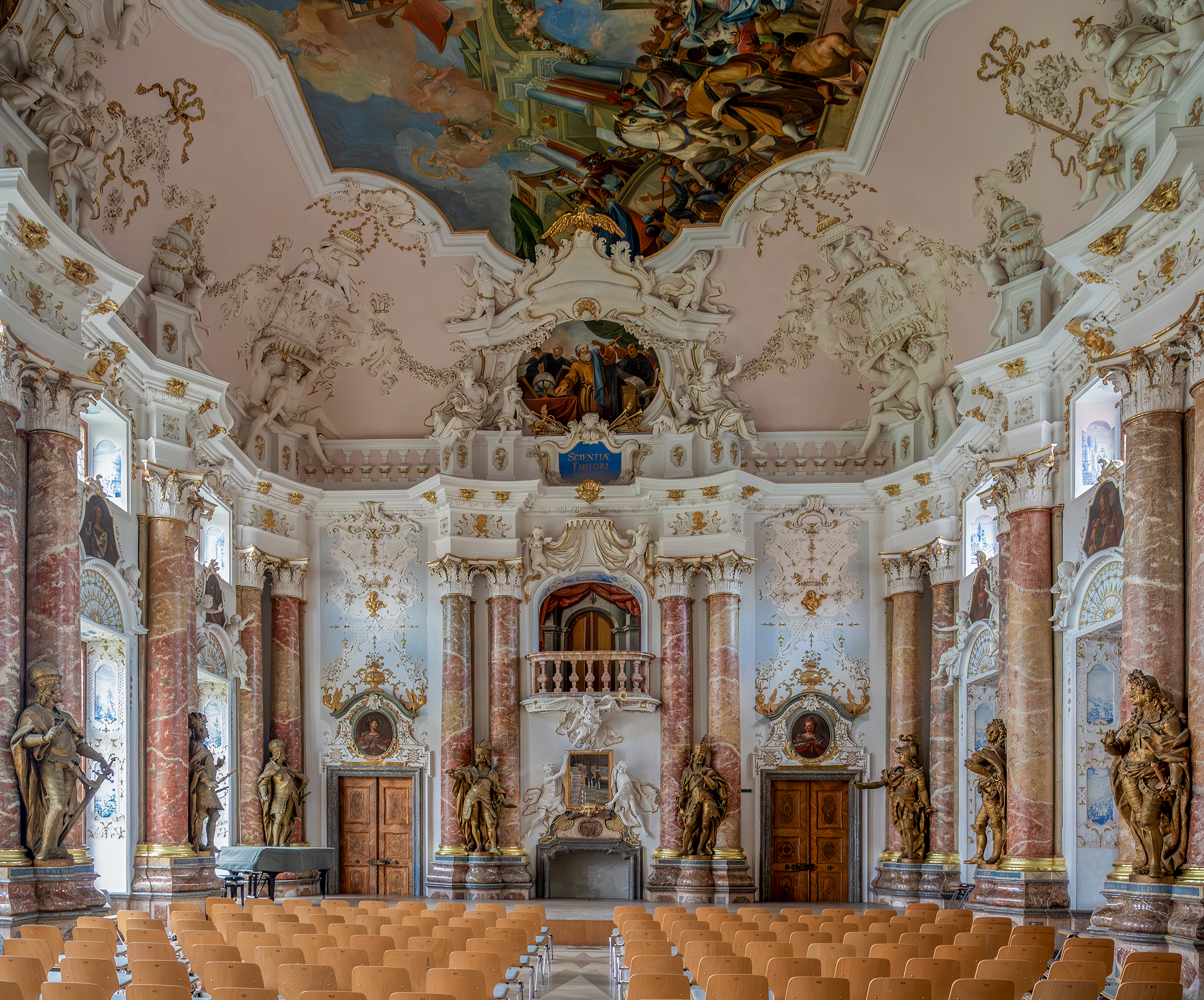
Kaisersaal im Kloster Ottobeuren
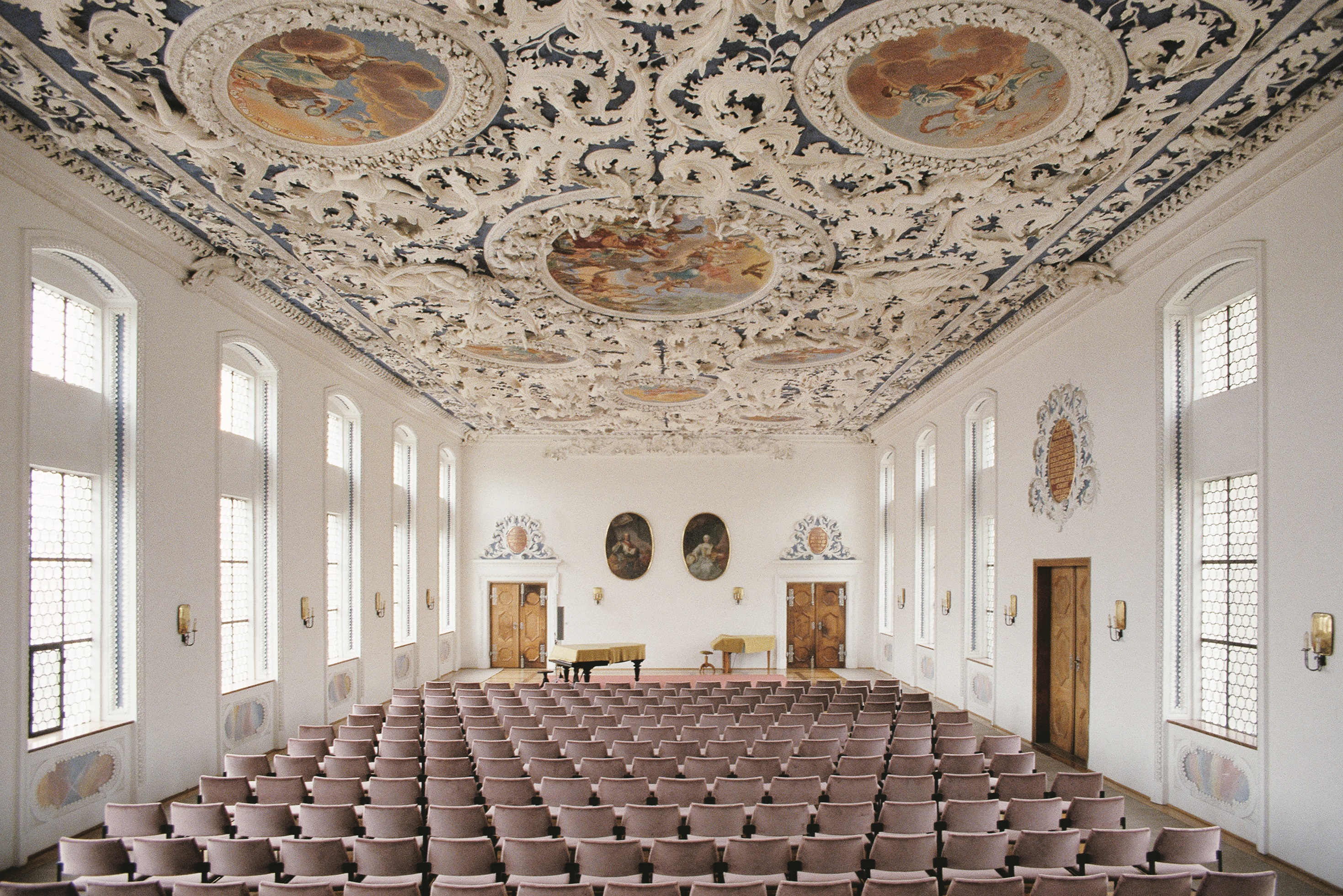
Kaisersaal im Kloster Wettenhausen
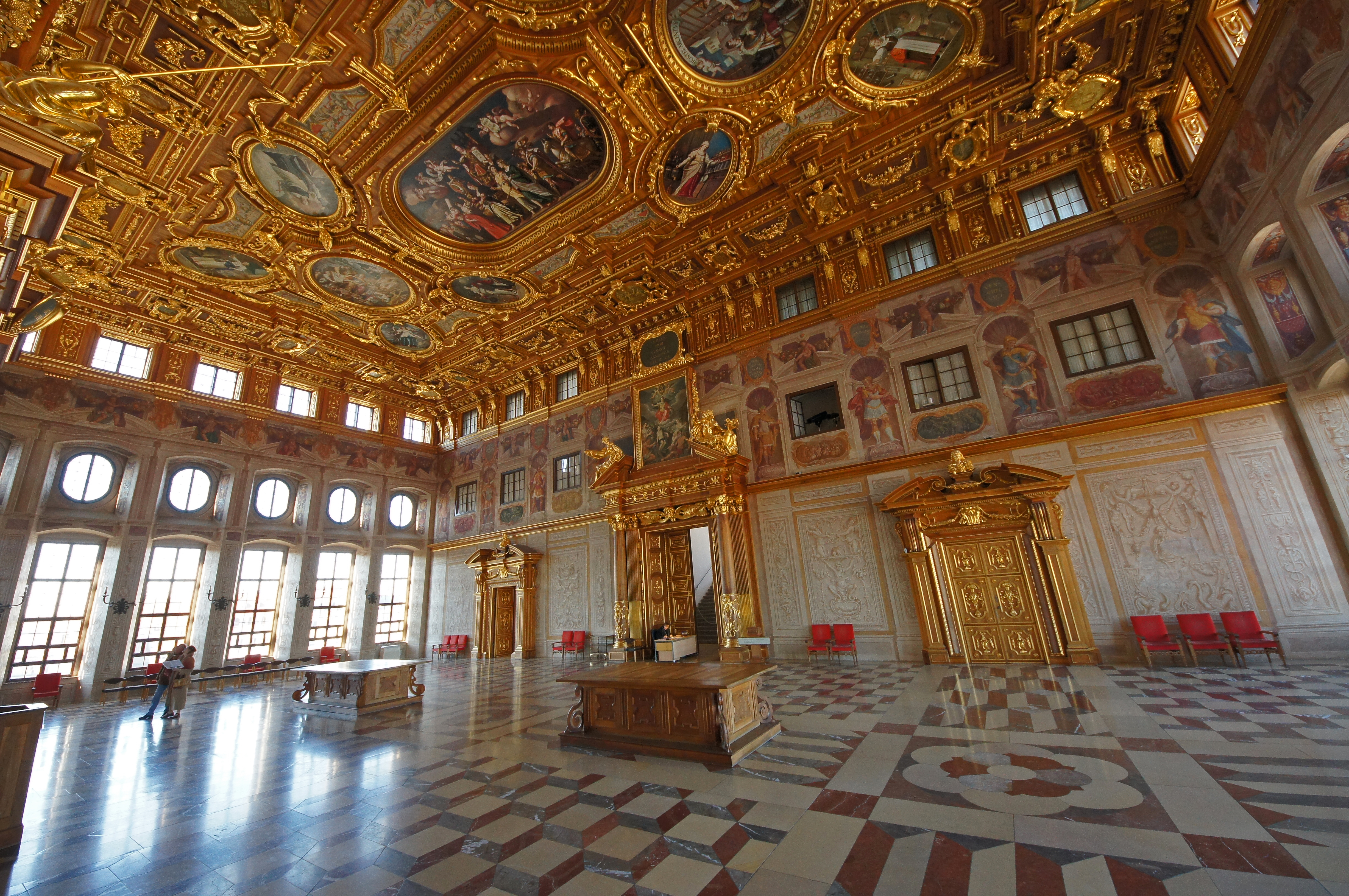
Goldener Saal im Augsburger Rathaus
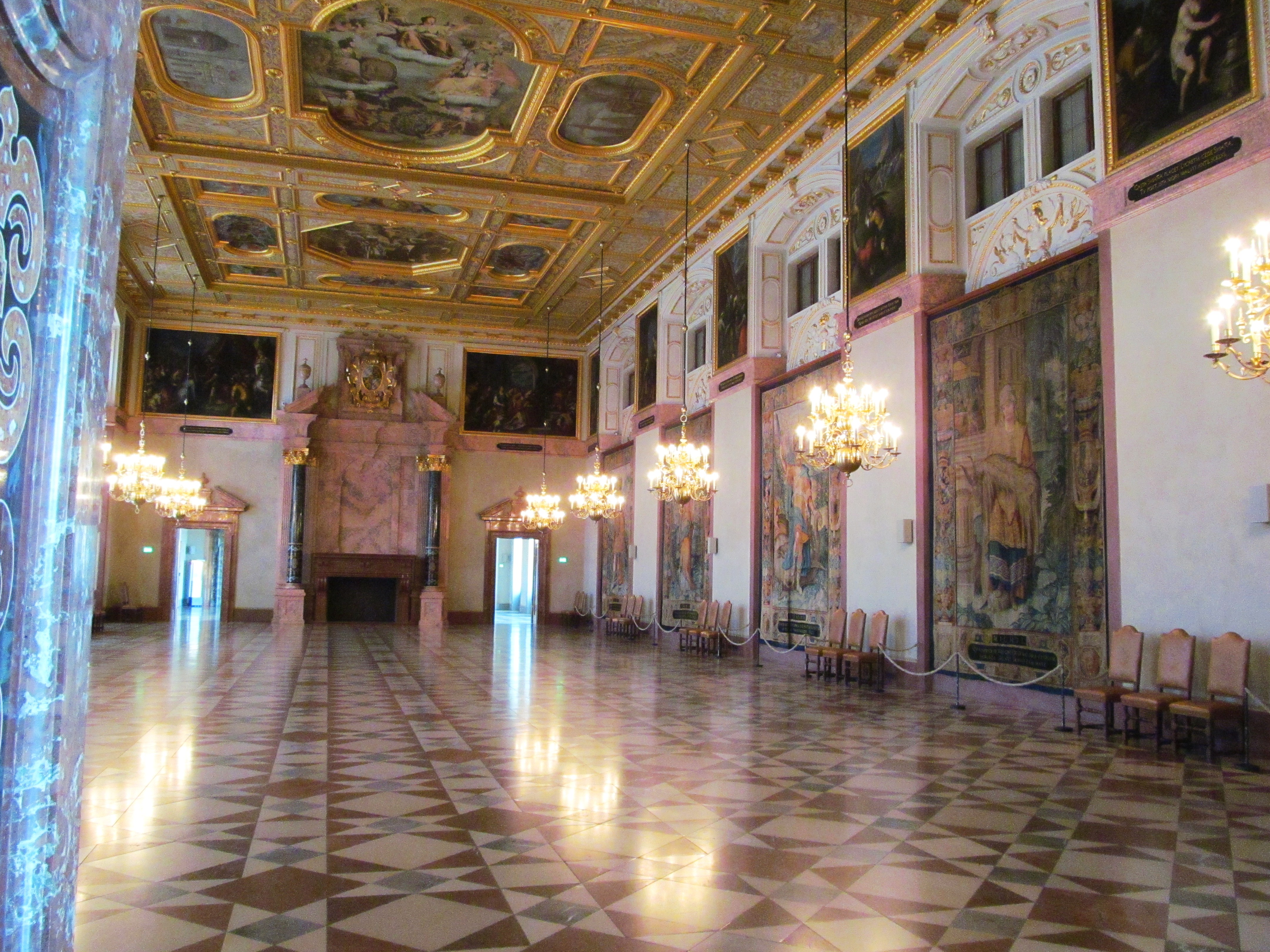
Kaisersaal der Münchner Residenz
Kaisersaal mit Kaiserporträts im Schloss Schwarzburg

### Deutsches Kaiserreich
Im weitesten Sinne werden auch einzelne Prachtsäle im zweiten deutschen Reich Kaisersäle genannt. Sie stehen allerdings nur in einem dynastischen Zusammenhang.
- Kaisersaal im Hamburger Rathaus
- Kaisersaal in der Kommandeursvilla der Marineschule Mürwik (dem Roten Schloss) in Flensburg-Mürwik
- Kaisersaal im ehem. Hotel Esplanade (Berlin)[5]